# Celiptera pallidior
Celiptera pallidior là một loài bướm đêm trong họ Erebidae.